# Mistrzostwa Europy w Lekkoatletyce 2012 – pchnięcie kulą kobiet
Pchnięcie kulą kobiet – jedna z konkurencji rozegranych podczas lekkoatletycznych mistrzostw Europy na Helsingin Olympiastadion w Helsinkach. 

## Terminarz
| Data       | Godzina |            |
| ---------- | ------- | ---------- |
| 28 czerwca | 12:30   | Eliminacje |
| 29 czerwca | 18:00   | Finał      |

## Przebieg zawodów

### Eliminacje
| Poz. | Grupa | Zawodnik             | Reprezentacja   | #1    | #2    | #3    | Rezultat | Uwagi |
| ---- | ----- | -------------------- | --------------- | ----- | ----- | ----- | -------- | ----- |
| 1    | B     | Nadine Kleinert      | Niemcy          | 18.65 |       |       | 18.65    | Q     |
| 2    | A     | Irina Tarasowa       | Rosja           | 18.31 |       |       | 18.31    | Q     |
| 3    | B     | Josephine Terlecki   | Niemcy          | x     | 18.22 |       | 18.22    | Q     |
| 4    | A     | Christina Schwanitz  | Niemcy          | x     | 17.92 |       | 17.92    | Q     |
| 5    | B     | Chiara Rosa          | Włochy          | 17.89 |       |       | 17.89    | Q     |
| 6    | A     | Radosława Mawrodiewa | Bułgaria        | 17.55 |       |       | 17.55    | Q     |
| 7    | A     | Anita Márton         | Węgry           | 16.69 | 16.74 | 17.30 | 17.30    | q     |
| 8    | A     | Paulina Guba         | Polska          | 16.63 | 17.29 | 16.80 | 17.29    | q     |
| 9    | B     | Jessica Cérival      | Francja         | 16.99 | 16.75 | 17.15 | 17.15    | q     |
| 10   | B     | Helena Engman        | Szwecja         | 16.88 | x     | x     | 16.88    | q     |
| 11   | B     | Austra Skujytė       | Litwa           | 15.68 | 16.22 | 16.73 | 16.73    | q     |
| 12   | A     | Anca Heltne          | Rumunia         | 16.00 | 16.70 | 16.33 | 16.70    | q     |
| 13   | B     | Úrsula Ruiz          | Hiszpania       | 16.35 | 16.24 | 16.39 | 16.39    |       |
| 14   | B     | Eden Francis         | Wielka Brytania | 15.83 | x     | 16.35 | 16.35    |       |
| 15   | A     | Julaika Nicoletti    | Włochy          | x     | 15.94 | x     | 15.94    |       |
| 16   | A     | Anastasia Muchkaev   | Izrael          | 14.37 | x     | 15.83 | 15.83    |       |
| 17   | B     | Valentina Muzarić    | Chorwacja       | 14.55 | x     | 15.33 | 15.33    |       |
| 18   | A     | Suvi Helin           | Finlandia       | 14.69 | 14.73 | 15.05 | 15.05    |       |

### Finał
| Poz. | Imię i nazwisko      | Narodowość | 1     | 2     | 3     | 4     | 5     | 6     | Rezultat | Uwagi |
| ---- | -------------------- | ---------- | ----- | ----- | ----- | ----- | ----- | ----- | -------- | ----- |
|      | Nadine Kleinert      | Niemcy     | 18.58 | 19.15 | 19.15 | 19.18 | x     | x     | 19.18    |       |
|      | Irina Tarasowa       | Rosja      | 18.53 | 18.79 | 18.91 | x     | 18.54 | 18.72 | 18.91    |       |
|      | Chiara Rosa          | Włochy     | x     | 17.95 | 17.72 | 18.26 | 18.47 | 18.07 | 18.47    |       |
| 4    | Josephine Terlecki   | Niemcy     | 18.33 | 18.16 | x     | 17.85 | x     | x     | 18.33    |       |
| 5    | Christina Schwanitz  | Niemcy     | x     | 18.25 | 18.10 | 17.77 | x     | 17.49 | 18.25    |       |
| 6    | Radosława Mawrodiewa | Bułgaria   | 18.14 | x     | 17.73 | x     | 17.89 | x     | 18.14    |       |
| 7    | Anita Márton         | Węgry      | 17.19 | 17.39 | 17.31 | 17.48 | 17.93 | 17.52 | 17.93    |       |
| 8    | Helena Engman        | Szwecja    | 17.64 | 17.44 | x     | 17.18 | x     | x     | 17.64    | SB    |
| 9    | Jessica Cérival      | Francja    | 17.20 | x     | x     |       |       |       | 17.20    |       |
| 10   | Paulina Guba         | Polska     | 17.09 | x     | x     |       |       |       | 17.09    |       |
| 11   | Austra Skujytė       | Litwa      | 16.53 | x     | 16.50 |       |       |       | 16.53    |       |
| 12   | Anca Heltne          | Rumunia    | 16.36 | 16.39 | 16.36 |       |       |       | 16.39    |       |